# Chlorita osmanica
Chlorita osmanica är en insektsart som beskrevs av Dlabola 1971. Chlorita osmanica ingår i släktet Chlorita och familjen dvärgstritar.
Artens utbredningsområde är Turkiet. Inga underarter finns listade i Catalogue of Life.